# Martin Short
Martin Hayter Short (Hamilton, Ontario, 26 de març de 1950) és un actor, escriptor, cantant, actor de veu, i productor de cinema estatunidenc-canadenc.
És conegut pel seu treball en comèdies, sobretot en programes de televisió com ara SCTV i Saturday Night Live. Entre la seva filmografia hi ha notables pel·lícules de comèdia com ara Un simple desig, Santa clàusula 3: Complot al pol nord, Els tres fugitius, Els Tres Amics!, El xip prodigiós, Jungle 2 Jungle, Mars Attacks!, o El pare de la núvia.
Short és el creador dels personatges de Jiminy Glick i Ed Grimley.
També ha posat veu a les pel·lícules El príncep d'Egipte (1998), Jimmy Neutron: Boy Genius (2001), Les cròniques de Spiderwick (2008), Madagascar 3: Els més buscats d'Europa (2012), Frankenweenie (2012) i la sèrie de PBS The Cat in the Hat Knows a Lot About That! (2010-2019) com el personatge principal. També ha tingut una activa carrera de teatre, i ha protagonitzat les obres de teatre de Broadway La noia de l'adéu (1993) i Little Me (1998-1999). Aquesta última li va valer el Premi Tony al millor actor d'un musical i la primera una nominació en la mateixa categoria.